# Hans Fredholm
Hans Ivar Axel Fredholm, född 22 april 1952 i Sundbybergs församling i Stockholms län, är en svensk konstnär.
Hans Fredholm är son till en överstelöjtnant och kom under uppväxtåren till Jönköping. Han studerade konstvetenskap vid Stockholms högskola 1972, bild och miljö på Konstfack 1973−1975 samt måleri vid Kungliga Konsthögskolan 1976−1982.
Han återtog 1997 studierna då han under ett år studerade belysningslära samt belysning i staden på bland annat på Konstfack. På Ingenjörshögskolan i Jönköping studerade han ljuskonst 1998 och året efter ljus i gröna rum på samma lärosäte. 2009 studerade han bebyggelsemiljöns gröna kulturarv vid Sveriges lantbruksuniversitet i Alnarp.
Han finns representerad vid Statens Konstråd, Smålands Konstarkiv, Jönköpings läns museum, kommuner och landsting samt fastighetsbolag. Tidigt inriktad på monumentalkonst har han utfört offentliga utsmyckningar som Rumlaborg vid infarten mot Huskvarna och Stenjätten i Abborraviksrondellen i Eksjö.
År 2014 gifte han sig med sin sambo sedan 35 år tillbaka, Ylva Ståhl (född 1954). De har en son (född 1981) och en dotter (född 1983) och är bosatta i Eksjö.